# Campeonato Africano de Atletismo de 2014 - Revezamento 4x400 m feminino
A prova dos 4 x 400 metros estafetas feminino do Campeonato Africano de Atletismo de 2014 foi disputada no dia 14 de agosto de 2014 no Estádio de Marrakech  em Marrakech, no Marrocos. Participaram da prova 7 equipes. 

## Recordes
Antes desta competição, os recordes mundiais e do campeonato nesta prova eram os seguintes:
|                       | Nome                                                                 | Nacionalidade   | Tempo     | Local      | Data                 |
| --------------------- | -------------------------------------------------------------------- | --------------- | --------- | ---------- | -------------------- |
| Recorde mundial       | Tatyana Ledovskaya, Olga Nazarova Mariya Pinigina, Olha Bryzhina     | União Soviética | 3m 15s 17 | Seul       | 1 de outubro de 1988 |
| Recorde do campeonato | Endurance Abinuwa, Omolara Omotosho Margaret Etim, Bukola Abogunloko | Nigéria         | 3m 28s 77 | Porto Novo | 1 de julho de 2012   |
| Recorde africano      | Olabisi Afolabi, Fatima Yusuf Charity Opara, Falilat Ogunkoya        | Nigéria         | 3m 21s 04 | Atlanta    | 3 de agosto de 1996  |

## Medalhistas
| Ouro                                                                             | Prata                                                                            | Bronze                                                                                |
| Nigéria · Patience Okon George · Regina George · Ada Benjamin · Folashade Abugan | Quênia · Jacinter Shikanda · Francisca Koki · Janeth Jepkosgei · Maureen Jelagat | Botswana · Goitseone Seleka · Lydia Mashila · Loungo Matlhaku · Christine Botlogetswe |

## Cronograma
Todos os horários são locais (UTC+1).
| Data         | Hora  | Evento |
| ------------ | ----- | ------ |
| 14 de agosto | 20:45 | Final  |

## Resultado final
| Posição           | Nacionalidade | Atletas                                                                 | Tempo   | Notas |
| ----------------- | ------------- | ----------------------------------------------------------------------- | ------- | ----- |
| Medalha de ouro   | Nigéria       | Patience Okon George, Regina George, Ada Benjamin, Folashade Abugan     | 3:28.87 |       |
| Medalha de prata  | Quênia        | Jacinter Shikanda, Francisca Koki, Janeth Jepkosgei, Maureen Jelagat    | 3:32.26 |       |
| Medalha de bronze | Botswana      | Goitseone Seleka, Lydia Mashila, Loungo Matlhaku, Christine Botlogetswe | 3:40.28 |       |
| 4                 | Gana          | Rashidatu Abubakar, Vivian Mills, Shawkia Iddrisu, Janet Amponsah       | 3:42.89 |       |
| 5                 | Camarões      | Marie Jeanne Eba, Irene Bell Bonong, Liliane Nguetsa, Audrey Nkamsao    | 3:43.59 |       |
| 6                 | Etiópia       | Fantu Magiso, Chaltu Shumi, Gadese Ejara, Kore Tola                     | 3:46.91 |       |
| 7                 | Marrocos      |                                                                         | DNS     |       |

Legenda
| Recorde mundial       | Recorde mundial (World record)               |                       | Recorde africano                      | Recorde africano (African) |                                           | Q | Classificado por posição (Qualified) |
| Recorde do campeonato | Recorde do campeonato (Championship record)  | Recorde da América    | Recorde da América (Americas)         | q                          | Classificado por melhor tempo (Qualified) |   |                                      |
| Melhor marca do ano   | Melhor marca do ano (World leading)          | Recorde asiático      | Recorde asiático (Asian)              | DNS                        | Não largou (Did not start)                |   |                                      |
| Recorde nacional      | Recorde nacional (National record)           | Recorde europeu       | Recorde europeu (European)            | DNF                        | Não terminou (Did not finish)             |   |                                      |
| Recorde pessoal       | Recorde pessoal do atleta (Personal best)    | Recorde da Oceania    | Recorde da Oceania (Oceania)          | DSQ / DQ                   | Desclassificado (Disqualified)            |   |                                      |
| Recorde da temporada  | Recorde da temporada do atleta (Season best) | Recorde sul-americano | Recorde sul-americano (South America) | NM                         | Sem marca (No mark)                       |   |                                      |